# Nulcorrector

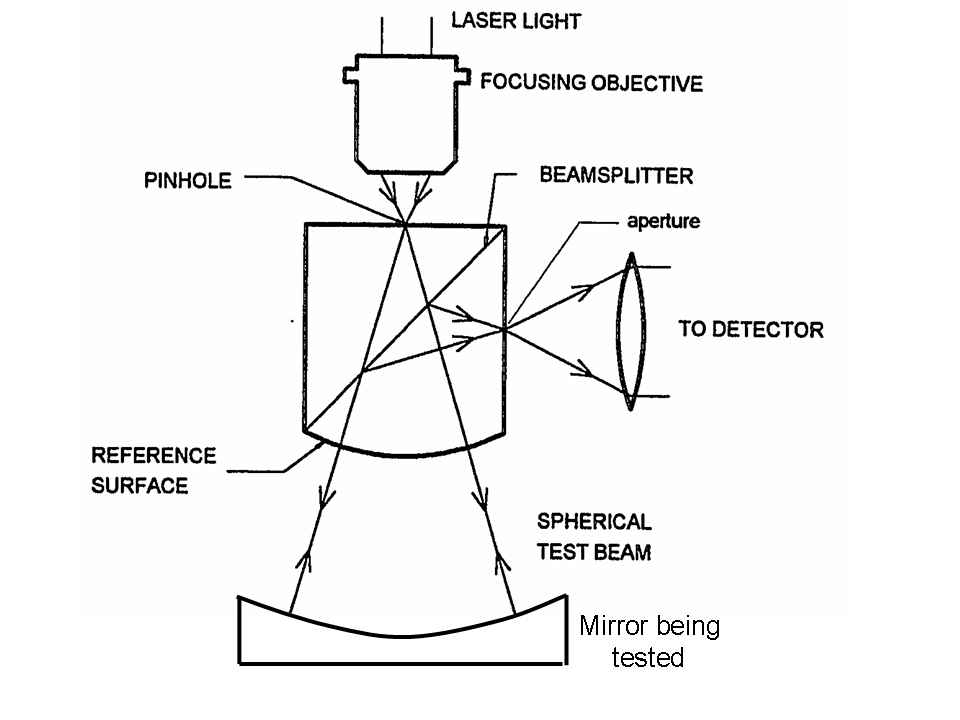
Een sferische spiegel testen met een interferometer. Zie de tekst voor verdere uitleg.

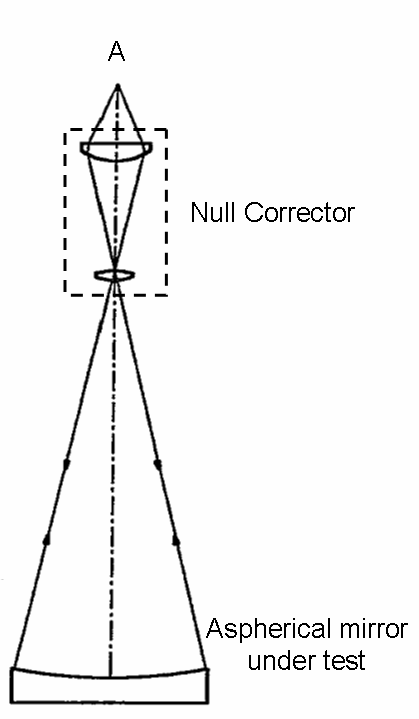
Een asferische spiegel wordt getest met een nulcorrector. Zie de tekst voor verdere uitleg.
(Niet op schaal; de nulcorrector is veel kleiner dan hier weergegeven.)

Een nulcorrector is een optisch instrument dat gebruikt wordt voor het testen van grote asferische spiegels.

## Sferische oppervlakken
Een spiegel van iedere grootte kan betrekkelijk eenvoudig worden getest met behulp van optische standaardonderdelen zoals lasers, spiegels, stralingsdelers en convergerende lenzen. Een van de methodes hiervoor is de zogenaamde Shack cube, die hiernaast is afgebeeld, maar er zijn nog verschillende andere opstellingen mogelijk. Een dergelijke interferometertest genereert een soort hoogtelijnenkaart van de afwijkingen ten opzichte van een ideaal boloppervlak, waarbij de hoogtelijnen verschillen van een halve golflengte vertegenwoordigen (vergelijkbaar met Newtonringen). Dit noemt men een nultest, omdat het resultaat "nul" is (geen hoogtelijnen) wanneer de spiegel perfect is. Als het resultaat niet nul is (en er dus hoogtelijnen zijn), is de spiegel niet perfect. Aan het hoogtelijnenpatroon is dan te zien waar de spiegel verder gepolijst moet worden.
Alle oppervlakken in de tester zijn hetzij vlak, hetzij sferisch, waardoor de tester vrij eenvoudig is te maken en te testen. Hiermee kan een sferische spiegel van elke grootte worden getest. Omdat het golffront sferisch is, kan de spiegel klein en dichtbij zijn, of vele meters groot en op grotere afstand. De test vereist alleen dat het gaatje in het krommingsmiddelpunt van het boloppervlak van de spiegel zit.

## Asferische oppervlakken
De spiegels in moderne telescopen zijn echter niet sferisch. Het zijn omwentelingslichamen van parabolen, hyperbolen of ellipsen, omdat deze complexere figuren de afbeeldingsfouten beperken en een groter beeldveld geven. Een voorbeeld zijn de hyperboloïdische hoofd- en vangspiegels van Ritchy-Chrétientelescoop, zoals gebruikt voor onder andere de Very Large Telescope. Dergelijke asferische spiegels geven met de hierboven beschreven methode geen nulresultsaat. Maar nulresultaten hebben juist een sterke voorkeur, omdat ze minder gevoelig zijn voor belichtings- en uitlijnfouten dan niet-nulresultaten.
Een oplossing hiervoor is de nulcorrector, zoals in de tweede afbeelding getoond. Deze bestaat uit één of meer lenzen en/of spiegels die in de lichtweg worden gebracht, waardoor de te testen spiegel er sferisch uitziet. Met deze nulcorrector geeft de hoogtelijnenkaart dus de afwijkingen aan ten opzichte van het gewenste oppervlak, in plaats van ten opzichte van de bolvorm. Meten en verder polijsten gaat nu op dezelfde wijze als bij een sferische spiegel. Deze methode wordt voor vrijwel alle grote spiegels voor moderne telescopen toegepast.
De nulcorrector compenseert het asferische aandeel van de spiegelvorm, zodanig dat de combinatie er vanuit punt A in de tweede afbeelding precies sferisch uitziet indien de te testen spiegel de juiste vorm heeft.
Doordat de spiegel geslepen wordt tot datgene waarvan de nulcorrector denkt dat het de juiste vorm is, is het van het grootste belang dat de nulcorrector zelf correct is. Een fout bij het maken van de nulcorrector was de oorzaak dat de spiegel voor de Ruimtetelescoop Hubble in een verkeerde vorm werd geslepen. Minder bekend is dat dergelijke fouten vaker zijn voorgekomen, zoals in de New Technology Telescope.
Aanvankelijk was het niet eenvoudig om een nulcorrector te testen. Spiegelfabrikanten moesten er dus extra op toezien dat de lenzen correct waren en op de juiste onderlinge afstand waren geplaatst. Met de komst van door de computer gegenereerde hologrammen, werd het mogelijk hologrammen te construeren die overeenkomen met de faserespons van een willekeurige spiegel. Een dergelijk hologram kan zo worden gemaakt dat het de faserespons van de gewenste spiegel analytisch namaakt. Vervolgens kan dit hologram met de nulcorrector worden getest op dezelfde wijze als een echte spiegel. Als de combinatie er precies als een sferische spiegel uitziet, zijn zowel het hologram als de nulcorrector correct. (Theoretisch zouden beide nog elkaars fouten precies kunnen compenseren, maar dat is erg onwaarschijnlijk, omdat ze onafhankelijk van elkaar op volledig verschillende wijze zijn vervaardigd.)